# St-Pierre-St-Gaudens (Saint Gaudens)

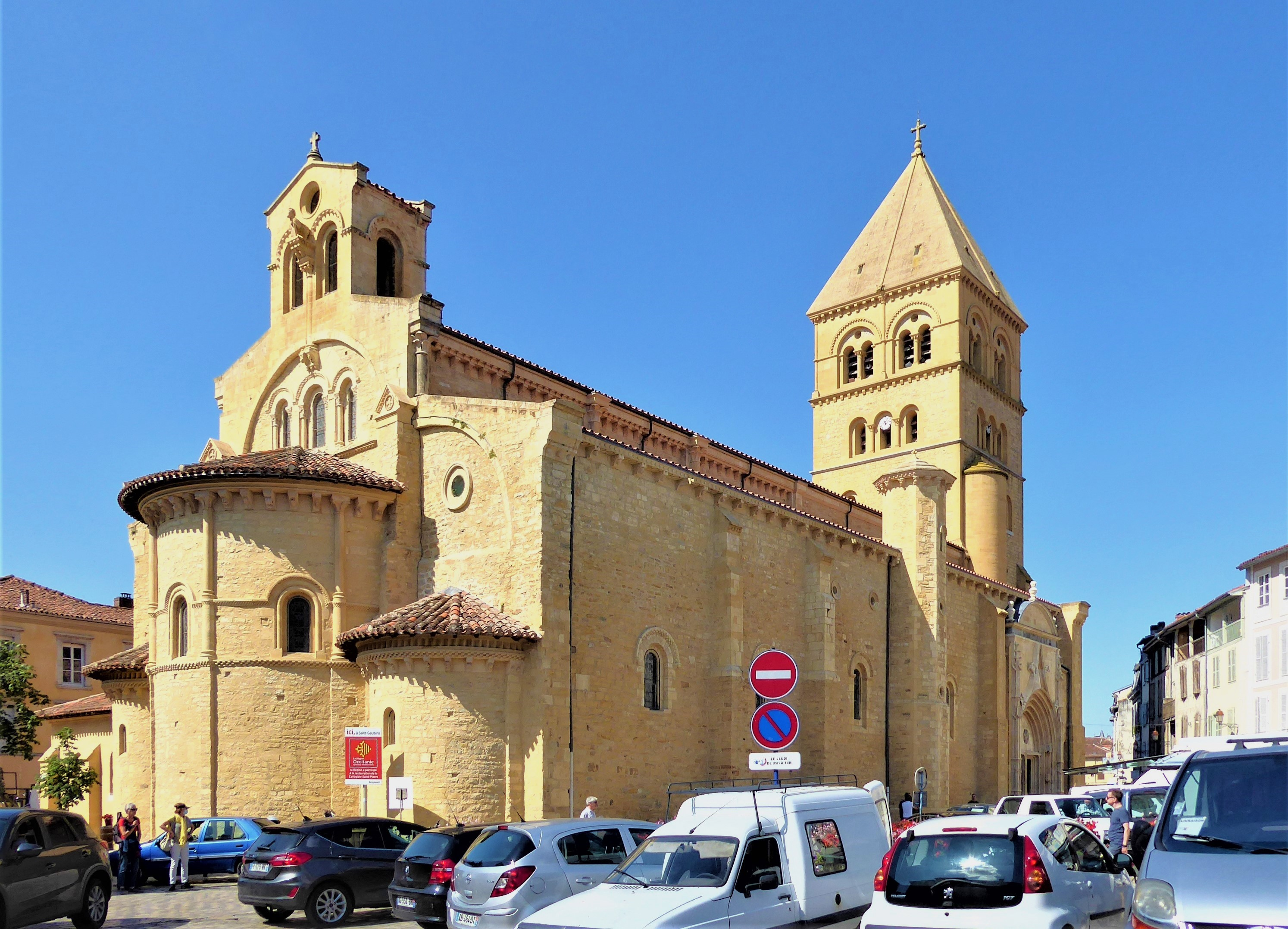
St-Pierre et St-Gaudens

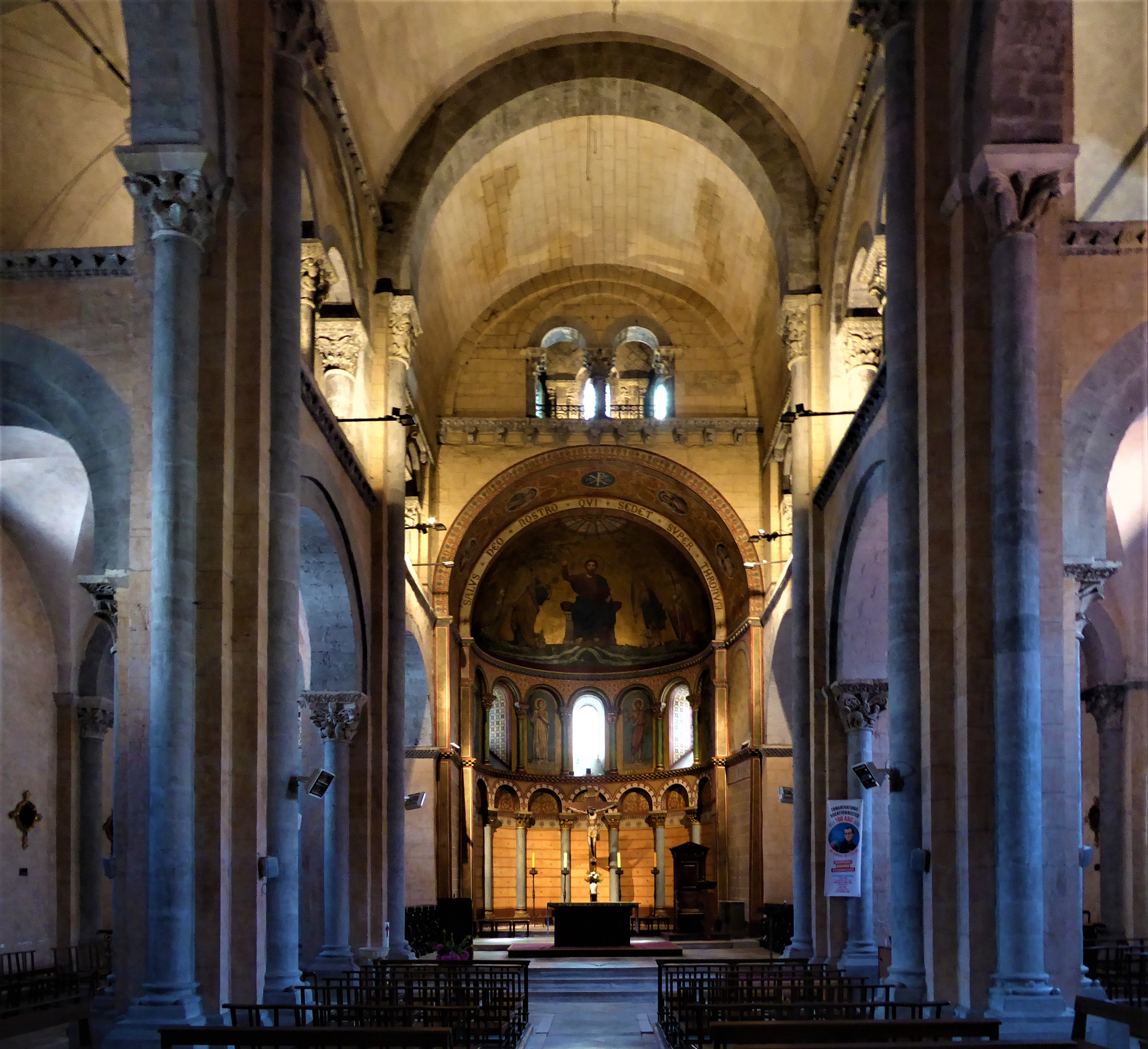
Langhaus Richtung Chor

Die frühe Kollegiatstiftkirche und heutige römisch-katholische Pfarrkirche St-Pierre et St-Gaudens befindet sich in Saint-Gaudens, einer französischen Gemeinde im Département Haute-Garonne in der Region Okzitanien. Bereits im Jahr 1840 wurde die an einer Nebenstrecke des Jakobsweges gelegene romanische Kirche als Monument historique klassifiziert.

## Geschichte

### Spätantike
Saint-Gaudens entwickelte sich an der Römerstraße, die Dax mit Toulouse verbindet. Der ursprüngliche Name der Stadt leitete sich vermutlich von der Anwesenheit einer riesigen ländlichen Domäne (mansus) ab, wovon sich im Zuge der Christianisierung der Region von Comminges aus der Ortsname zu Mas Saint-Pierre entwickelte. Im 5. Jahrhundert erreichten die arianischen Westgoten die Region und verfolgen die römisch-katholischen Christen. Gaudentius, der als junger Hirte dort gelebt haben soll, weigerte sich, seinem christlichen Glauben abzuschwören, woraufhin ihm der Kopf abgeschlagen worden sein soll. Der Legende nach stand der junge Hirte auf, nahm den Kopf in die Hände (Cephalophore), rannte nach Mas Saint-Pierre und suchte Zuflucht in der dortigen Kirche, deren Türen sich sofort hinter ihm schlossen. Die Gläubigen kümmerten sich um seinen Körper und behielten seine Knochen und die seiner Mutter Quitterie.

### Mittelalter
Bereits zu Beginn des 11. Jahrhunderts waren die Kanoniker von Saint Gaudens durch einen Bischof von Comminges mit dem Bau einer neuen Stiftskirche beauftragt worden, die im Wesentlichen den heutigen Bau darstellt. Die in mehreren Phasen ausgeführten Arbeiten erstreckten sich hauptsächlich von den letzten Jahren des 11. Jahrhunderts mit den östlichen Teilen der Kirche bis zu den Jahren zwischen 1130 und 1150 mit dem Bau des ursprünglichen Westturmes. Die Bedeutung der Verehrung für den jungen Märtyrer als Volksheiliger führte im Jahr 1309 zu einer Bestätigung durch Papst Clemens V., den ehemaligen Bischof von Comminges.

### Neuzeit
Während der Religionskriege plünderten die Hugenotten unter Führung des Grafen von Montgommery am 2. August 1569 die Stadt und verwüsteten die Stiftskirche. Ein Teil der Reliquien des Märtyrers Gaudentius konnte jedoch gerettet werden. Im Zuge der Französischen Revolution trafen sich am 26. Juli 1789 die Generalstände von Comminges in der Stadt. Die religiösen Gemeinschaften von Saint Gaudens, darunter das Kollegiatstift, wurden aufgehoben. Mehrere Gotteshäuser wurden abgerissen und die Stiftskirche diente als Gefängnis für die 500 Gefangenen des am 21. August 1799 in Montréjeau besiegten royalistischen Aufstands. Schließlich wurde die Kirche im 19. Jahrhundert restauriert und wieder als Gottesdienststätte hergerichtet. Aus dieser Zeit stammt auch der heutige massive Glockenturm.

## Architektur

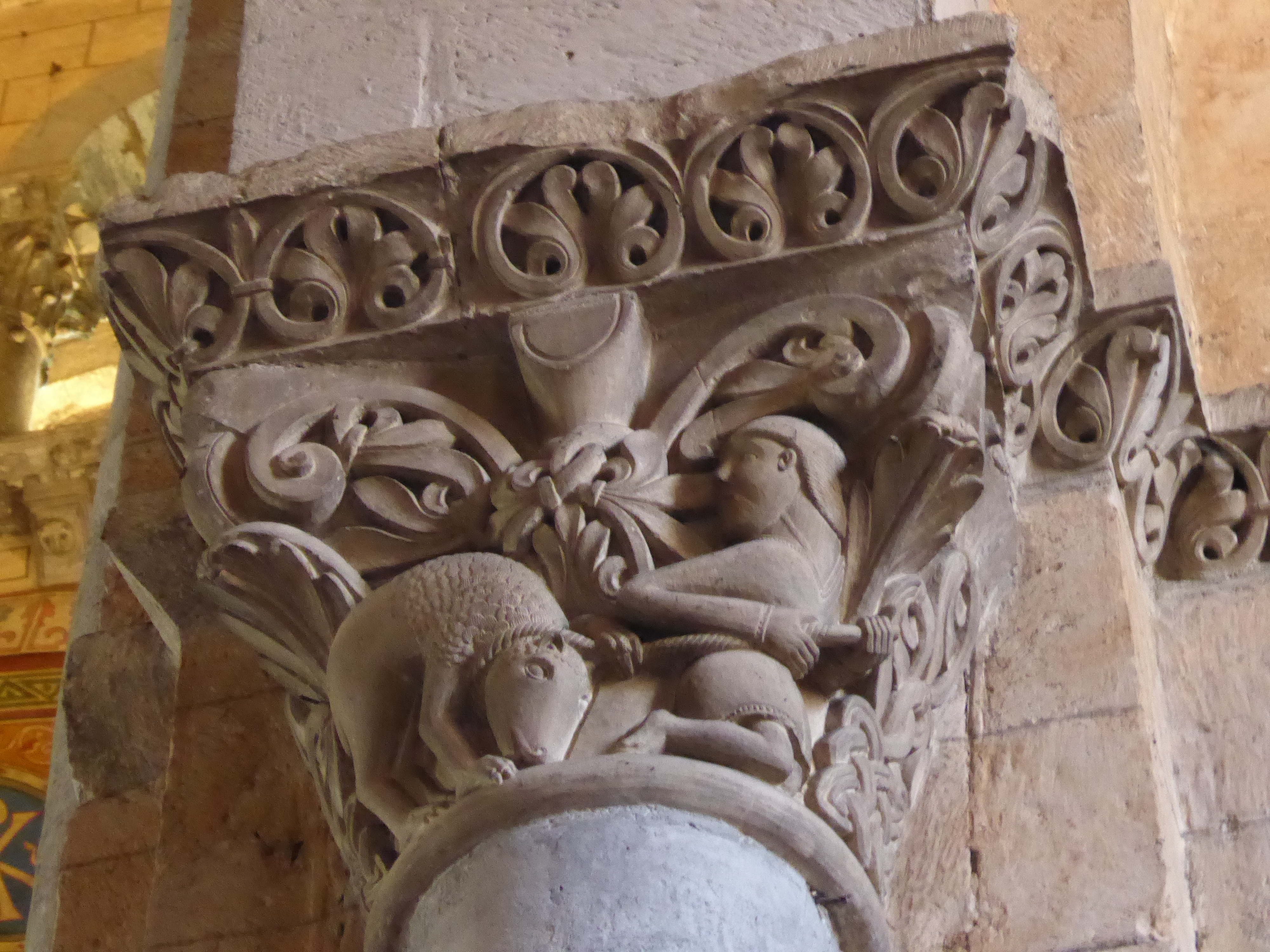
Chorkapitell

Langhaus und Chor der dreischiffigen und etwa 12 m hohen romanischen Kirche sind tonnengewölbt und etwa gleich hoch. Der Chorbereich der ist durch Emporen besonders hervorgehoben. Die Mittelapsis besteht aus zwei Zonen mit Blendarkaden, von denen die obere architektonisch stärker gegliedert und teilweise durchfenstert ist; darüber befindet sich die Apsiskalotte mit einem Mosaik des thronenden Christus. Da die Apsis – wie üblich – nicht die volle Höhe des Langhauses erreicht, ist darüber ein Zwillingsfenster eingefügt.

## Ausstattung
Neben mehreren figürlich recht eigenwillig gestalteten romanischen Kapitellen finden sich auch Blattkapitelle. Zwei barocke Wandteppiche verdecken die nicht bearbeiteten Wandflächen im Chor.

## Kreuzgang
Der Kreuzgang (cloître) wurde in den Jahren um 1160–1180 errichtet, im 13. Jahrhundert folgte der Bau des Kapitelsaals im Ostflügel. Er wurde im 13. und 14. Jahrhundert umgebaut und schließlich nach der Französischen Revolution abgerissen. Drei Kreuzgangsflügel wurden im Jahr 1987 unter Verwendung von Archivzeichnungen und erhaltenen Überresten unter Verwendung von Kapitellen anderer Klöster der Region rekonstruiert.

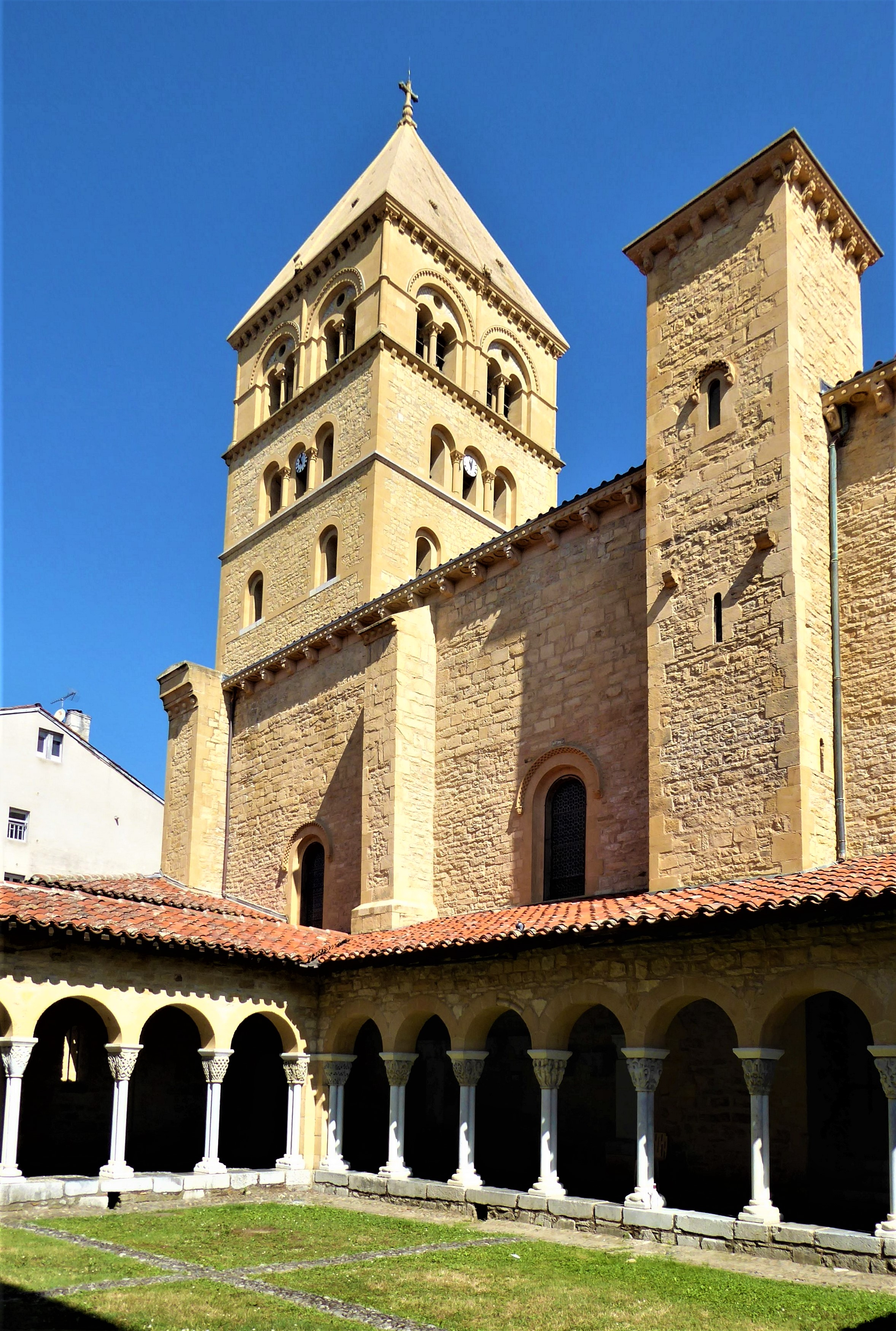
Blick zum Westturm und in den Kreuzgang
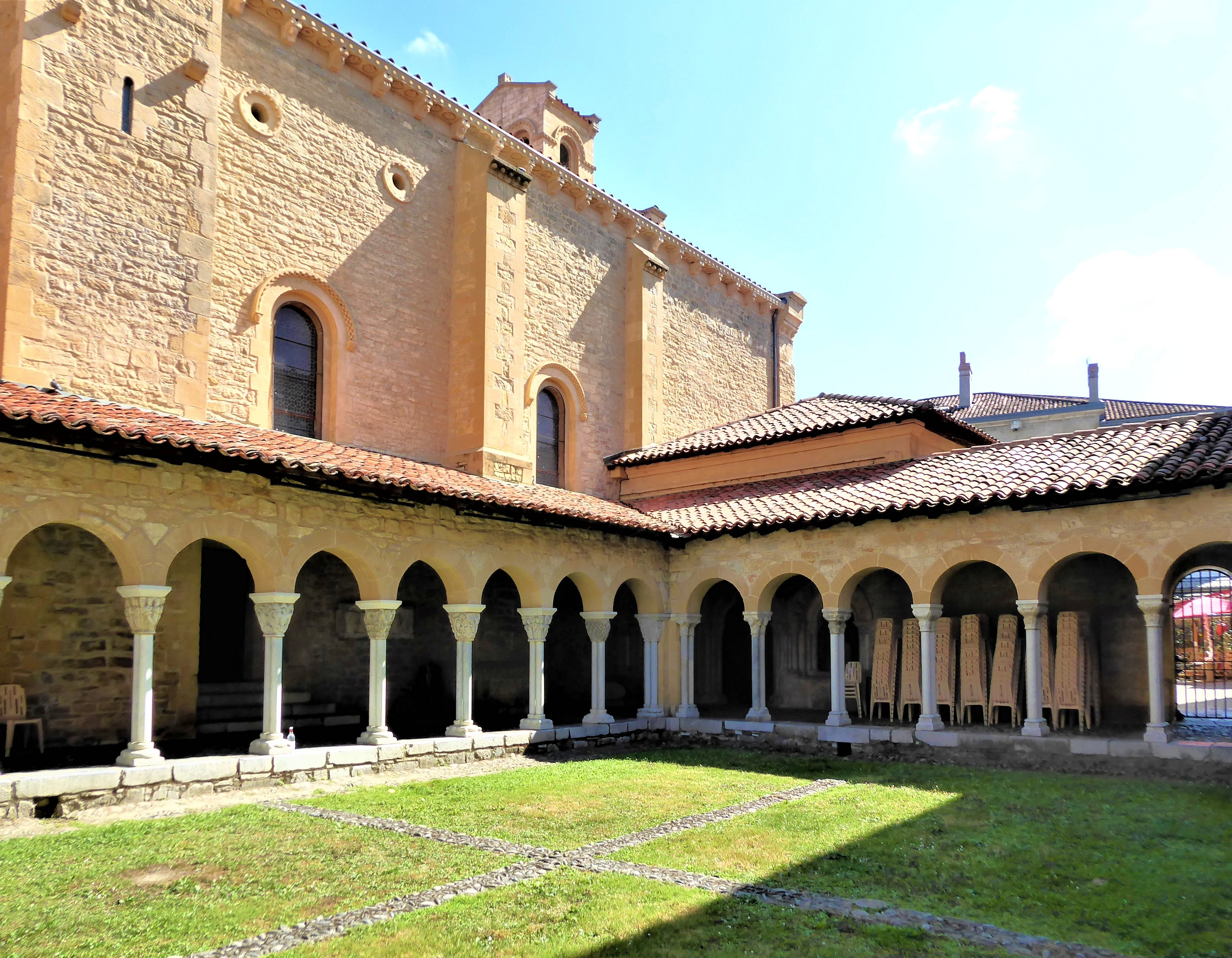
Nord- und Ostflügel des Kreuzgangs
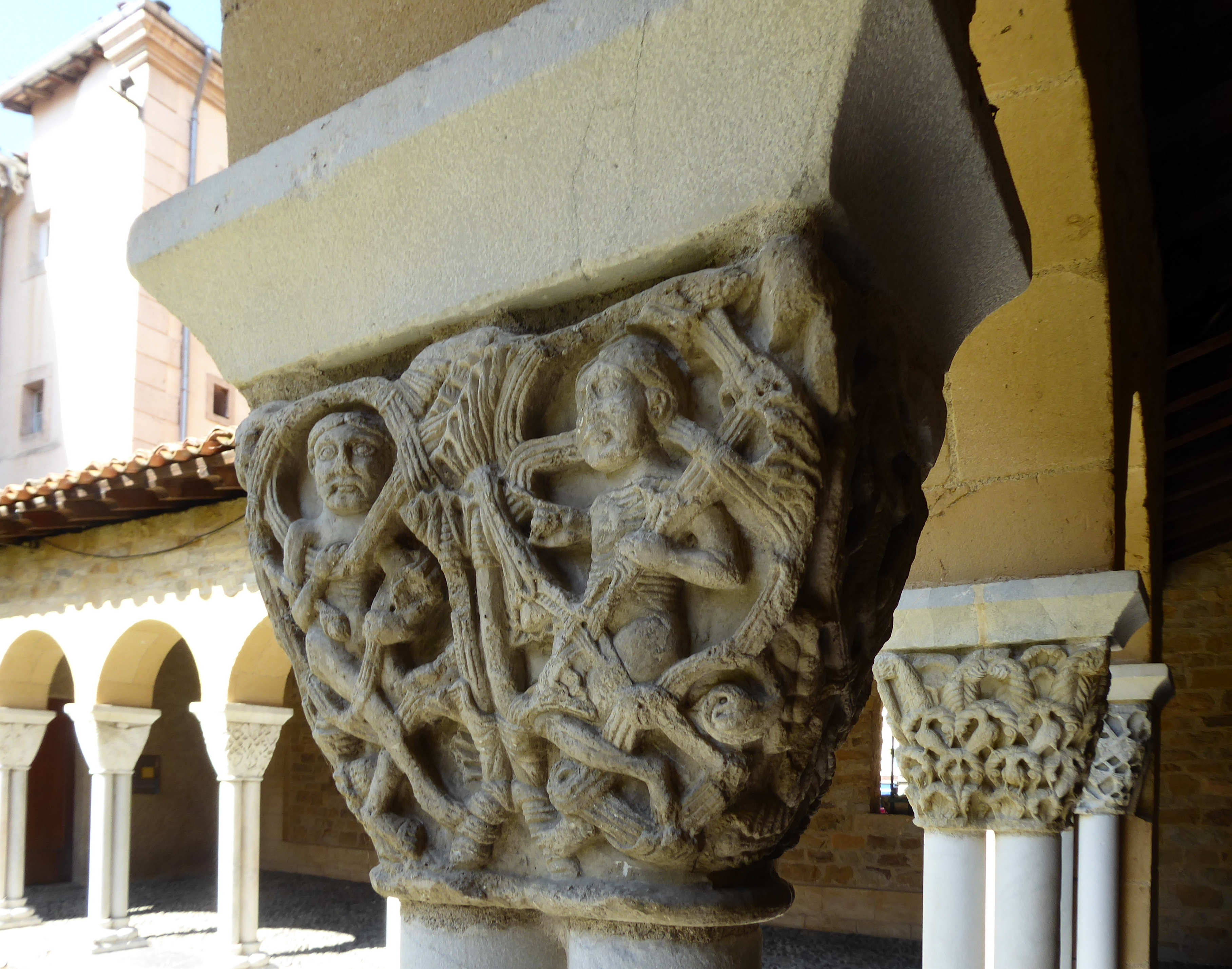
Romanisches Kapitell
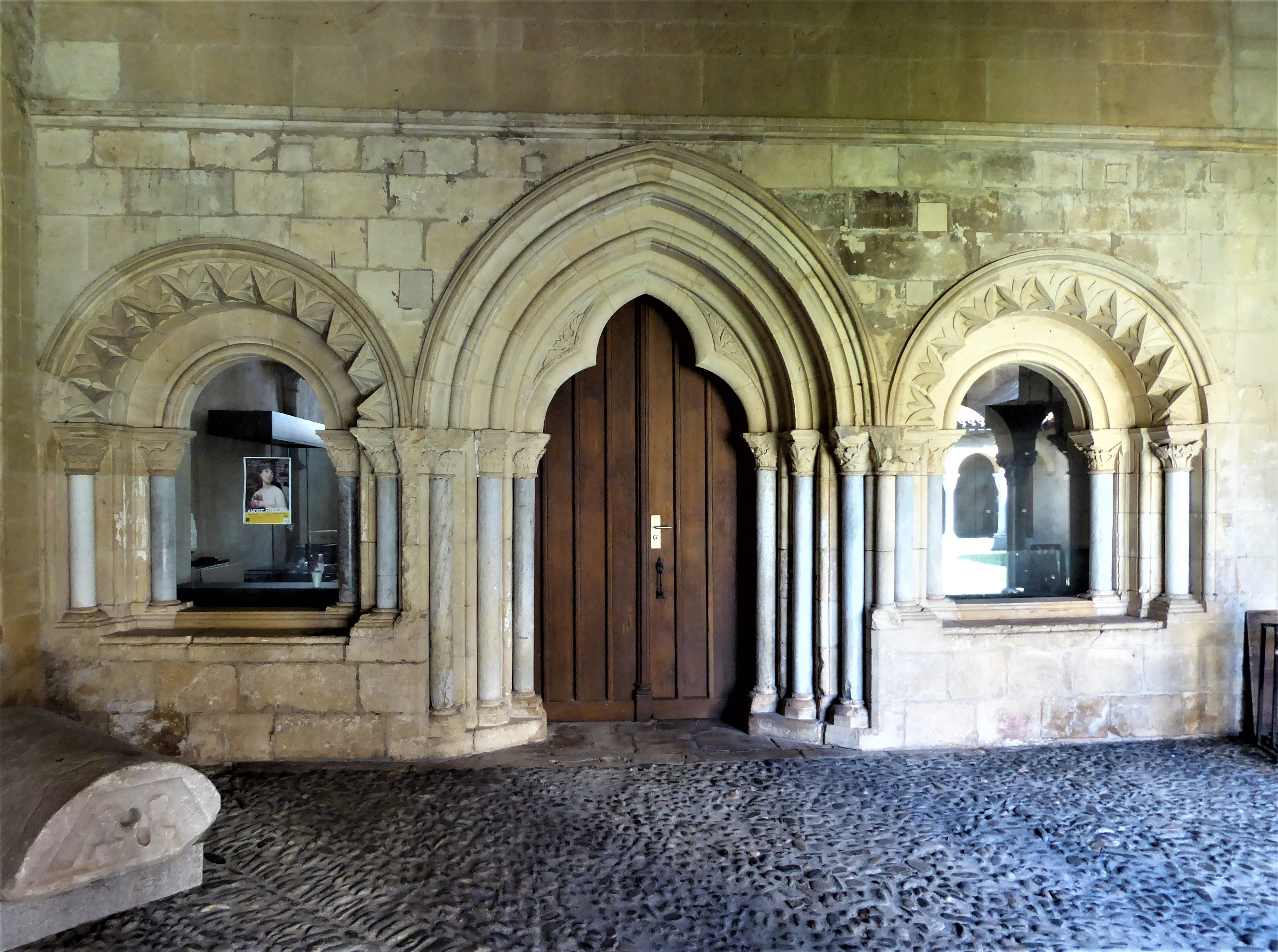
Fassade des Kapielsaals

## Orgel

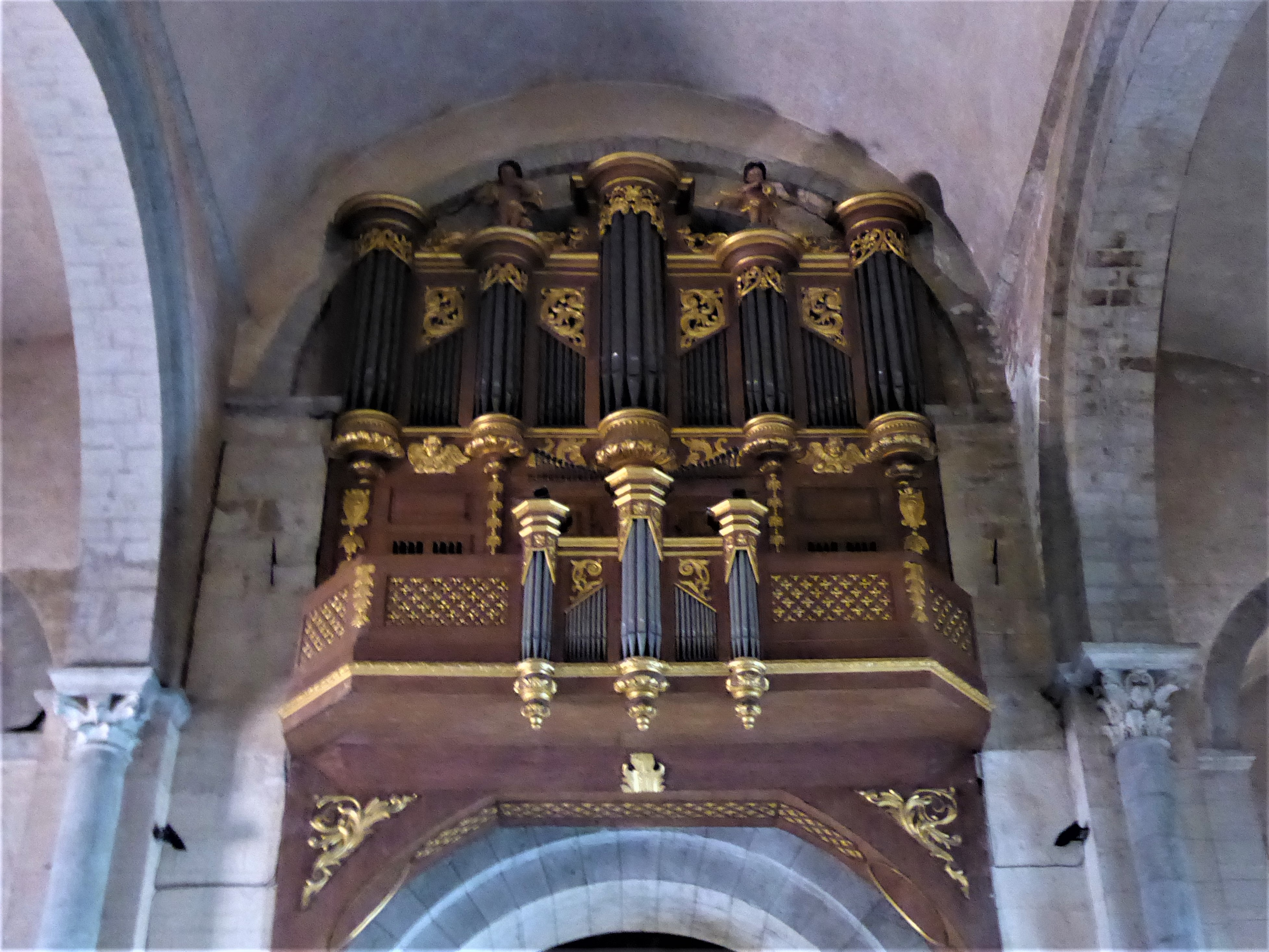
Cavaillé-Coll-Orgel

Die Orgel von Dominique Cavaillé-Coll, dem Vater von Aristide Cavaillé-Coll, wurde zwischen 1829 und 1831 erbaut. Sie ersetzte ein Instrument aus dem 17. Jahrhundert, dessen Prospekt aus der Zeit vor 1662 erhalten ist. Thiébault Maucourt erweiterte das Werk 1877. Es wurde 1972 als Monument historique klassifiziert. 1981–1984 erfolgte eine grundlegende Restaurierung durch Robert Chauvin. Die weitgehend erhaltene Orgel hat mechanische Schleifladen und verfügt über 31 Register, die auf drei Manuale und Pedal verteilt sind. Die Disposition lautet wie folgt:
| I Positif Intérieur C–f3 |        |
| Bourdon                  | 8′     |
| Prestant                 | 4′     |
| Flûte                    | 4′     |
| Nasard                   | 2 ⁄3′  |
| Quarte                   | 2′     |
| Tierce                   | 1 3⁄5′ |
| Larigot                  | 1 ⁄3′  |
| Cromorne                 | 8′     |
| Hautbois en Chamade      | 8′     |

| II Grand Orgue C–f3 |     |
| Bourdon (ab c0)     | 16′ |
| Montre              | 8′  |
| Flûte               | 8′  |
| Bourdon             | 8′  |
| Prestant            | 4′  |
| Flûte               | 4′  |
| Doublette           | 2′  |
| Quarte              | 2′  |
| Cornet V(ab c1)     | 8′  |
| Fourniture IV       |     |
| Cymbale III         |     |
| Trompette           | 8′  |
| Clairon             | 4′  |

| III Écho c1–f3 |    |
| Bourdon        | 8′ |
| Cornet IV      |    |
| Trompette      | 8′ |
| Hautbois       | 8′ |
| Voix Humaine   | 8′ |

| Pedal CA0D–f1 |    |
| Flûte         | 8′ |
| Flûte         | 4′ |
| Trompette     | 8′ |
| Clairon       | 4′ |

- Koppeln: I/II, II/P
- Nebenregister: Tremblant Doux